# Yves Sandre
Pour les articles homonymes, voir Sandre (homonymie).
Yves Sandre, né le 1er septembre 1913 à Épinac et mort le 4 novembre 2012  à Messigny-et-Vantoux, est un écrivain et poète français.

## Œuvres
- L’Humaine Tragédie, Bruxelles, Orphée, 1938, 96 p. (OCLC 491745573)
- Perspectives, Paris, Messein, 1941, 96 p. (BNF 32602846)
- Mosaïques, Paris, Cahiers de Paris, 1945, 48 p. (BNF 32602845)
- Les Sept Tonnerres, ill. de Raymond Monneins, Paris, Éditions du Sol clair, 1950, 43 p. (BNF 32602849)
- Poésie quotidienne, ill. d’André Miguel, Domfront, France, Éditions Iô, 1953, 73 p. (OCLC 51114272)
- Mosaïques, Paris, Éditions Sésame, 1956, 84 p. (BNF 32602844)
- Caton le Dévorant, Paris, Éditions du Seuil, 1958, 403 p. (BNF 32602847)
  - rééd., ill. de Jacques Damville, Paris, Casterman, 1980, 171 p.  (ISBN 2-203-13608-1)
- Marchands de participes T.1, Paris, Éditions du Seuil, 1962, 254 p. (BNF 33165464)
- Marchands de participes T.2 : Marie des autres, Paris, Éditions du Seuil, 1964, 274 p. (BNF 33165465)
- Plain-chant, ill. d’Abel Leblanc, Doullens, impr. Dessaint, 1965, 27 p. (BNF 33165466)
- L'Amour de nous, ill. de Suzanne Tourte, Préface d’Armand Lanoux, Le Pallet, "Traces", 1967, 80 p. (BNF 33165461)
- Instantanés, Paris, Éditions Commune mesure, 1976, 4 p. (BNF 34621395)
- Phantasmes, ill. de Raymond Monneins, Mortemart, France, Rougerie Éditions, 1972, np. (OCLC 491620972)
- Intégrales, Mortemart, France, Rougerie Éditions, 1977, 73 p. (BNF 34707286)
- Lumière de l’être, Mortemart, France, Rougerie Éditions, 1980, 108 p. (BNF 34665926)
- Echos, Mortemart, France, Rougerie Éditions, 1981, 40 p. (BNF 45740717)
- L’agonie de Jean Calvin, Troyes, France, Éditions Librairie Bleue, 1984, 105 p.  (ISBN 2-86352-016-4)
- Terremoto, Paris, Éditions Casterman, 1984, 197 p.  (ISBN 2-203-13664-2)
- Sonnèmes, Mortemart, France, Rougerie Éditions, 1986, 38 p. (BNF 45739870)
- L’Enfant de cristal, Paris, Éditions Casterman, 1990, 216 p.  (ISBN 2-203-17005-0)
- Théorèmes et petits riens, Thaon, France, Éditions Amiot Lenganey, 1990, 82 p.  (ISBN 2-909033-13-9)
- Le Miroir double, Mortemart, France, Rougerie Éditions, 1993, 60 p. (BNF 35606805)
- Billy Volapuk', Paris, Éditions du Panthéon, 1994, 159 p.  (ISBN 2-84094-068-X)
- Tout le monde en piste !, Troyes, France, Éditions Librairie Bleue, 1997, 197 p.  (ISBN 2-86352-156-X)
- Catalyses, suivi de 7 sur 7, Mortemart, France, Rougerie Éditions, 1998, 75 p.  (ISBN 2-85668-038-0)
- Alain Porée, vocation corsaire, Cancale, France, Éditions du phare, 1999, 154 p. (BNF 40991841)
- Le Résistant, Villiers-sur-Marne, France, Éditions Phénix, 2002, 255 p.  (ISBN 2-7458-1026-X)
- L’Abbé du Mont-Saint-Michel, Laval, France, Éditions Siloé, 2004, 268 p.  (ISBN 2-84231-288-0)
- Le Gisant de l’autre, Paris, Éditions Caractères, 2009, 82 p.  (ISBN 978-2-85446-465-8)